# Мамонт Колумба
Мамонт Колумба, или колумбийский мамонт (лат. Mammuthus columbi) — вымерший вид североамериканских мамонтов. Был одним из наиболее крупных представителей семейства слоновых, которые когда-либо существовали. Высота в холке у взрослых самцов достигала 4 м, а их масса составляла около 10 т. Мамонт Колумба состоял в близком родстве с шерстистым мамонтом (Mammuthus primigenius) и соприкасался с ним северной границей ареала. Считается, что этот вид был потомком либо южного мамонта (Mammuthus meridionalis), мигрировавшего на американский континент через Берингию около 1,8 миллионов лет назад, либо более позднего среднеплейстоценового степного мамонта (трогонтериевого слона). Стадиально колумбийский мамонт, процветавший на юге Северной Америки до конца плейстоцена, соответствует среднеплейстоценовому степному мамонту Евразии, обитавшему в степных регионах с умеренным климатом. От последнего в Евразии же откололся самый поздний вид мамонтов, шерстистый, мигрировавший в Северную Америку около 400 тысяч лет назад вместе с бизоном, и встретившийся там с колумбийским мамонтом. Ареалы обоих видов мамонтов соприкасались. Колумбийский мамонт, как более древняя и теплолюбивая форма, населял юго-запад США и Мексику, а шерстистый мамонт — всю свободную ото льда часть Северной Америки к востоку и северу от ареала колумбийского мамонта.
Вид назван в честь Христофора Колумба.
Исследования ископаемых зубов мамонта Колумба предполагают, что он был прямым потомком степного мамонта, мигрировавшего в Северную Америку около 1,5 млн. лет назад  а не южного мамонта, который, похоже, не достиг Америки. В 2018 году была опубликована митохондриальная ДНК колумбийского мамонта (Mammuthus columbi) из Вайоминга (M. columbi_U) возрастом ∼13,4 тыс. лет. Колумбийский мамонт M. columbi_U образует сестринскую кладу для шерстистых мамонтов. Изучение митохондриального и ядерного геномов мамонта с реки Крестовка в Восточной Сибири показало, что потомки его популяции стали первыми мамонтами, заселившими Северную Америку около 1,5 млн л. н. Этот новый, ранее неизвестный науке вид мамонтов, близкородственный степному мамонту, получивший название «Krestovka mammoth», является генетическим предком колумбийского мамонта.  Около 420 тыс. л. н. произошло скрещивание потомков этой популяции с шерстистыми мамонтами, что привело к появлению мамонтов Колумба. Позднее, возможно, произошёл ещё один эпизод скрещивания мамонтов Колумба с шерстистыми мамонтами.

## Распространение
Мамонт Колумба со среднего плейстоцена обитал на широких просторах Северной Америки. Его вымирание пришлось на начало голоцена около 12—10 тысяч лет назад, в ходе массового позднечетвертичного вымирания мегафауны. В отличие от Шерстистого мамонта, мамонт Колумба обитал не в тундростепях, а в более южных степях и не имел такой густой шерсти. Останки мамонта Колумба встречаются от Калифорнии до Флориды и Великих озёр. Наиболее северные места находок находятся на юге Канады, наиболее южные — в Никарагуа. Наибольшая концентрация мамонтов, вероятно, приходилась на центр США, в областях прерии. Один из экземпляров, найденный близ Нэшвилла, датируется, возможно, восемью тысячами лет назад. Кости этих животных нередко находят вместе с орудиями человека и это позволяет предполагать, что животные этого вида были объектами охоты первых людей Америки. Предположительно, охота людей культуры Кловис стала основной причиной исчезновения мамонта Колумба, так как растительность прерий сохранилась, в отличие от арктических тундростепей, то есть мамонты вымерли не из-за отсутствия пищи. В 2020 году во время строительных работ в Мехико было обнаружено большое количество останков мамонтов Колумба, археологическая площадка получила название «Mammoth central» (англ.).

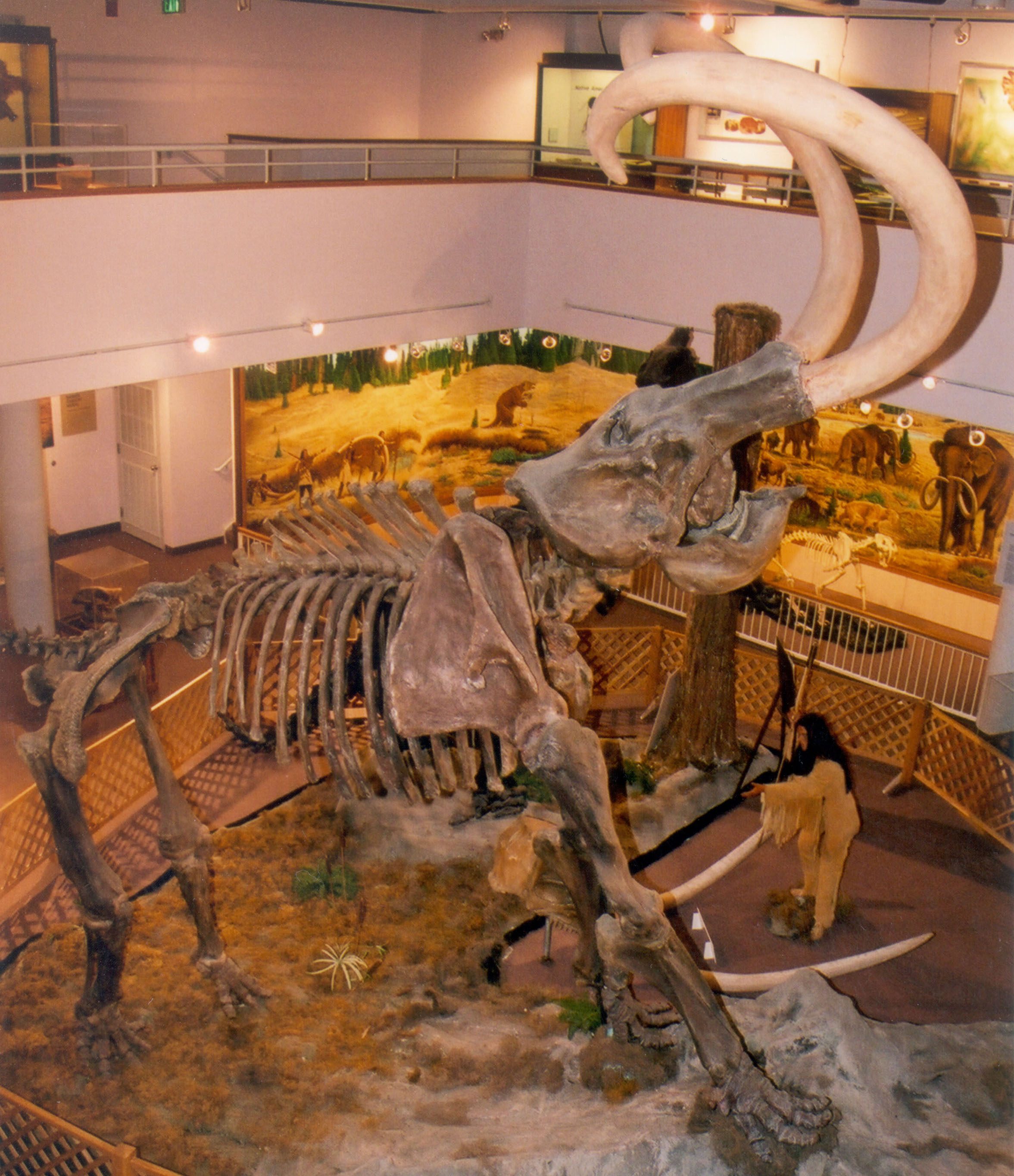
Скелет мамонта Колумба

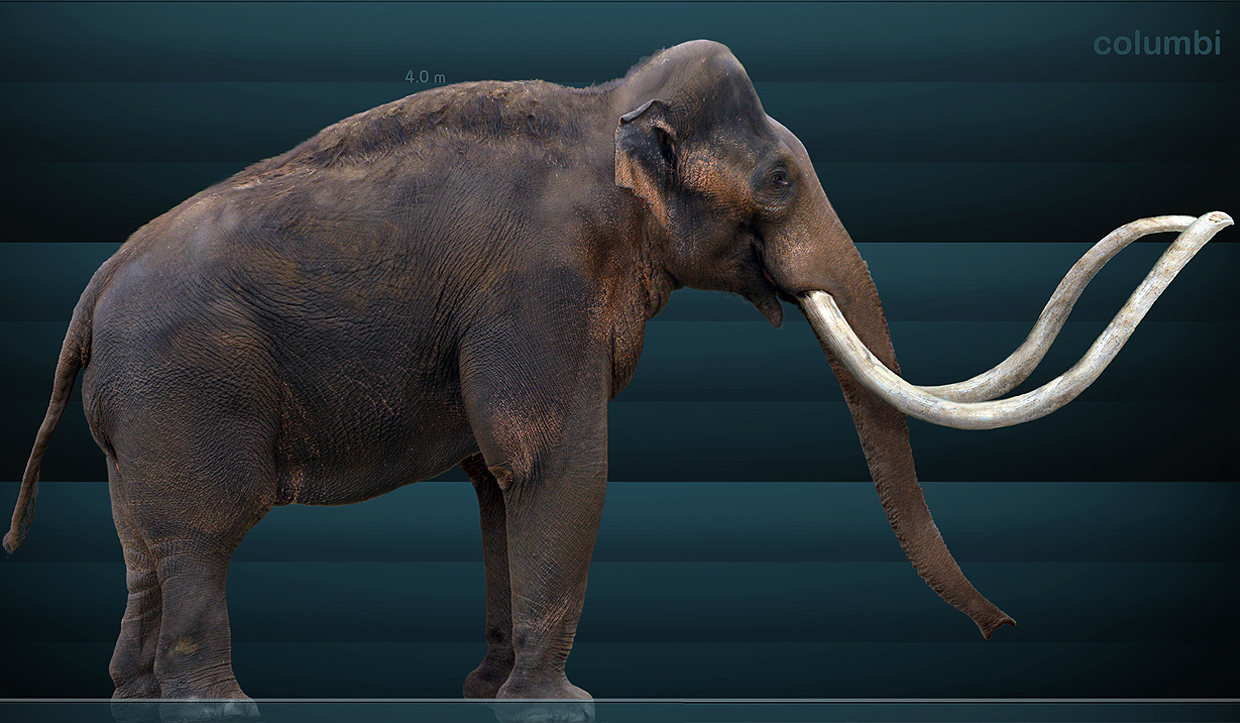

## Образ жизни
Мамонт Колумба питался преимущественно травами, особенно из семейства осоковых. Предпочтения этих животных известно довольно хорошо, так как в их найденных зубах нередко обнаруживаются и растительные останки. Эти данные подтверждаются и анализами навоза, сохранившегося в пещере Bechan Cave, которую эти животные использовали как убежище минимум на протяжении 1,5 тысяч лет. В уникальном микроклимате пещеры сохранилось около 300 м³ навоза, анализ которого показал, что эти животные на 95 % питались травой. Помимо этого, они питались плодами гледичии колючей, маклюры оранжевой, колоцинта и гимнокладуса двудомного.
Благодаря многочисленным находкам ископаемых, учёные смогли в значительной мере реконструировать и социальное поведение животных этого вида. Они жили, подобно сегодняшним видам слонов, в матриархальных группах от двух до двадцати животных, под предводительством зрелой самки. Взрослые самцы приближались к стадам лишь во время брачного периода. Матери должны были защищать мамонтят от крупных хищников. Это им не всегда удавалось, как свидетельствуют ископаемые находки костей детёнышей мамонта в пещерах рядом с остатками саблезубых кошек из рода гомотерий.

## Таксономия
К мамонту Колумба сегодня относят и выделявшиеся ранее в отдельные виды императорский мамонт (Mammuthus imperator) и мамонт Джефферсона (Mammuthus jeffersoni). Наиболее близким родственником мамонта Колумба является карликовый мамонт (Mammuthus exilis), вес которого достигал лишь 1000 кг. Он обитал на островах Чаннел и уменьшился в размерах в силу явления островной карликовости.